# Debbie Watson (skådespelare)
Debbie Watson, född 17 januari 1949 i Culver City, är en amerikansk skådespelare känd för rollen som Tammy Tarleton i TV-serien Tammy i mitten av 1960-talet. Av TV-serien gjordes även en filmversion Tammy and the Millionaire (1967) i regi av Leslie Goodwins och Sidney Miller.